# Elemento cisurânico
Em química, elemento cisurânico são os elementos químicos naturais com número atômico menor ou igual à 92 (sendo o urânio o último elemento químico natural da Tabela Periódica). Os únicos cisurânicos artificiais são: Tecnécio (43); Promécio (61); Ástato (85) e Frâncio (87).